# Musaeus politus
Musaeus politus är en spindelart som beskrevs av Tord Tamerlan Teodor Thorell 1890. Musaeus politus ingår i släktet Musaeus och familjen krabbspindlar. Inga underarter finns listade i Catalogue of Life.